# Elecciones federales de Alemania Occidental de 1972
Las elecciones federales de Alemania Occidental de 1972 tuvieron lugar el domingo 19 de noviembre del mencionado año con el objetivo de renovar los 496 escaños electos del Bundestag, a los que luego se sumarían los 22 escaños de representación delegativa sin derecho a voto de Berlín Oeste, conformando la legislatura para el período 1972-1976. Los comicios, originalmente programados para octubre de 1973, fueron adelantados alrededor de once meses por el presidente Gustav Heinemann debido en gran medida a las dificultades para el gobierno de Willy Brandt de seguir gobernando con una mayoría tan exigua (12 escaños) y a las fricciones dentro de la coalición gubernamental. Fue el primer adelantamiento electoral desde la instauración de la República Federal en 1949.
Estos comicios marcaron diversos hitos en la historia electoral alemana. El resultado fue una victoria para el oficialista Partido Socialdemócrata de Alemania (SPD) que obtuvo el 45.85% de los votos y una mayoría simple de 242 escaños. La principal fuerza de la oposición, la Unión o CDU/CSU (unidad entre la Unión Demócrata Cristiana y la Unión Social Cristiana de Baviera) obtuvo el 44.86% y 234 escaños. El Partido Democrático Libre (FDP), socio en la coalición con el SPD, se recuperó notoriamente respecto a sus anteriores resultados y logró capitalizar casi todo el voto restante, con un 8.36% (un aumento de más de un millón de votos) y 42 escaños. Los otros cuatro partidos que participaron en la elección no superaron el 1%. El neonazi Partido Nacionaldemócrata de Alemania (NPD) que había estado a 0.59% de obtener representación parlamentaria en la elección anterior, perdió prácticamente todo su caudal de votos, que volvió a manos de la CDU/CSU, habiendo perdido para entonces toda su representación estatal. La participación fue la más alta de la historia electoral alemana (teniendo en cuenta elecciones libres), alcanzando el 91.11% del electorado registrado.
Fue la primera vez que el Partido Socialdemócrata era la primera fuerza en votos y escaños desde las elecciones al Reichstag de 1930, siendo además su mejor resultado histórico y la única ocasión en la que ha superado el 45% de los votos. Aunque su diferencia no logró superar el 1%, fue además la primera elección desde su fundación en la que la Unión entre la CDU y la CSU no era la fuerza más votada, aunque hasta entonces en muchas ocasiones el SPD había superado a la CDU y la CSU por separado. Resultó ser además la elección más polarizada de toda la historia electoral alemana, con un 90.71% acaparado por los dos partidos más votados y una diferencia mínima entre ambos (0.99%). La gran cantidad de hitos marcados (alta participación, apogeo electoral de los socialdemócratas y polarización extrema), además de la marcada presencia de Brandt durante toda la campaña llevó a que el sociólogo Harald Welzer la calificara como "la elección legendaria de Willy".
Tras las elecciones, el buen rendimiento electoral convenció al liderazgo del FDP de que la mayoría de su electorado estaba de acuerdo con continuar la coalición "Social Liberal" con el SPD, por lo que Brandt resultó reelegido para un segundo mandato, siendo el primer Canciller socialdemócrata en completar un mandato parlamentario (aunque su término fuera adelantado) y lograr una reelección. Sin embargo, no lograría completar el mandato constitucional debido a que renunciaría en mayo de 1974 luego de que los servicios de inteligencia descubrieran que uno de sus asistentes personales, Günter Guillaume, era en realidad un espía de la Stasi, policía secreta del régimen comunista de Alemania Oriental.

## Antecedentes

### Llegada al poder de Brandt
Tras las elecciones de 1969, el líder socialdemócrata Willy Brandt logró formar un gobierno de coalición exitoso con el Partido Democrático Libre (FDP), liderado por Walter Scheel, asumiendo ambos como Canciller y Vicecanciller de Alemania Occidental, respectivamente, resultando en el primer cambio de ejecutivo por medios electorales desde la instauración de la República Federal en 1949. El nuevo gobierno asumió su cargo el 21 de octubre de 1969. A pesar de que la formación del gobierno fue rápida, no estuvo exenta de dificultades. Para empezar, su mayoría parlamentaria superaba por muy poco los 12 escaños y esto era solo relativo: grandes sectores del FDP estaban en contra de pactar con el SPD y hubieran preferido mantener una coalición con la CDU/CSU (como habían hecho en casi todas las elecciones desde 1949). Aunque la formación del gobierno se debió a la evidencia de que una gran cantidad del electorado liberal no quería que el FDP continuara apoyando a los demócratacristianos (sus mejores resultados los logró estando en la oposición), muchos diputados liberales, entre ellos Erich Mende, estaban en contra de apoyar a Brandt.

### Ostpolitik
Uno de los principales motivos de fricción dentro de la coalición gobernante, e incluso dentro del SPD liderado por Brandt, fue el agresivo viraje en la política exterior con respecto a la Alemania Oriental. Tras asumir el gobierno, Brandt declaró la necesidad de cambiar sus políticas con respecto al otro estado alemán, en lo que se denominó Ostpolitik (Política del Este). Hasta entonces, siguiendo la denominada Doctrina Hallstein, tanto la República Federal de Alemania como la República Democrática Alemana rechazaban intransigentemente todo reconocimiento mutuo, declaraban ser el único sucesor del estado alemán fundado en 1871, y representante legítimo de su población en sus constituciones. Además, tanto la RFA como la RDA tenían como exigencia para establecer relaciones diplomáticas la necesidad de cortar todo lazo con el otro estado (exceptuando la Unión Soviética, que mantenía relaciones formales con ambos estados alemanes).
Las negociaciones entre Brandt y el jefe de gobierno de la Alemania del Este, Willi Stoph, empezaron rápidamente, pero no fue posible llegar a un acuerdo formal, ya que Brandt no estaba dispuesto a reconocer la parte oriental como un Estado soberano, aun cuando la RDA estaba dispuesta a aceptar la fórmula que "Alemania era una sola nación pero con dos Estados". Sin embargo, durante el período posterior a 1970, la RFA estableció relaciones diplomáticas formales con varios países del Pacto de Varsovia, como Polonia o Rumania, sin que el gobierno de la RDA se opusiera. También a comienzos de la década, se empezaron a estrechar las relaciones comerciales. El gobierno de Brandt firmó el Tratado de Moscú en 1970, marcando un reconocimiento de facto las fronteras alemanas posteriores a la Segunda Guerra Mundial (Línea Óder-Neisse) y, en efecto, reconociendo la pérdida definitiva de los antiguos territorios orientales de Alemania. El 3 de septiembre de 1971, el Acuerdo Cuatripartito sobre Berlín firmado entre las cuatro potencias aliadas de la Segunda Guerra Mundial (Estados Unidos, Reino Unido, Francia y la Unión Soviética), reconocía las responsabilidades de las cuatro potencias sobre la política con respecto a la ciudad de Berlín. También restableció los lazos entre las dos partes de Berlín, mejoró los viajes y las comunicaciones entre las dos partes de la ciudad y trajo numerosas mejoras para los residentes de los sectores occidentales. Para alcanzar tales mejoras, la definición política definitiva del estado de Berlín fue deliberadamente vaga, por lo que conservó las diferentes posiciones legales de los dos lados. Este acuerdo marcó el inicio de un período conocido como Détente.

### Voto de no confianza
A pesar del éxito de la Ostpolitik en aflojar las relaciones tensas entre los dos estados alemanes, la misma encontró una frontal oposición dentro de Alemania Occidental. La oposición parlamentaria, encabezada por la CDU/CSU acusó a Brandt de haber entregado el país al régimen del este. En octubre de 1970, tan solo un año después de que el gobierno se formara, los diputados liberales Erich Mende, Heinz Starke y Siegfried Zoglmann, desertaron del FDP y se unieron a la CDU, disminuyendo significativamente la ya de por sí pequeña mayoría absoluta de la coalición gobernante. El 23 de febrero de 1972, el diputado socialdemócrata Herbert Hupka, quien también era líder de la Bund der Vertriebenen (Federación de Expulsados), desertó a la CDU en represalia por el reconocimiento de Brandt de la Línea Óder-Neisse. El liberal Wilhelm Helms le siguió el 23 de abril. Aunque no abandonaron el FDP, Knud von Kühlmann-Stumm y Gerhard Kienbaum, declararon ese mismo día que ya no apoyarían a Brandt. El 24 de abril de 1972, la CDU/CSU presentó una moción de censura o voto de no confianza constructivo, que de ganar lograría que Rainer Barzel asumiera como Canciller en reemplazo de Brandt.
Teóricamente, la oposición ahora tenía 250 votos, solo uno sobre los 249 necesarios para cesar a Brandt. Incluso el propio Brandt creía que su gobierno había terminado, y varios sindicatos se declararon en huelga anticipándose a la esperada derrota de Brandt en el Bundestag. La votación se realizó el 27 de abril y, para sorpresa de prácticamente todos los interesados, la moción falló: Barzel obtuvo solo 247 votos de 260 votos emitidos, dos menos de lo que necesitaba para convertirse en Canciller. También hubo 10 votos en contra de la moción y tres votos inválidos. Casi todos los diputados que apoyaban a Brandt se abstuvieron, lo que tuvo el mismo efecto que votar por él. Después de 1990 se comprobó que al menos uno de los tres votos inválidos (Julius Steiner) se debía a que algunos diputados de la CDU habían sido sobornados por la Stasi (policía secreta del régimen oriental) para que invalidaran su voto y Brandt pudiera seguir en el poder, continuando con la Ostpolitik.
Si bien la moción fracasó y Brandt se mantuvo en el cargo, no pudo negar que su gobierno ya no gozaba de confianza parlamentaria.  Las iniciativas posteriores en el parlamento, más notablemente en el presupuesto, fallaron. Sin embargo, al posibilidad de un nuevo voto de confianza para mantener a Brandt en el cargo se pospuso. Los principales motivos para esto fueron que entre agosto y septiembre tendrían lugar los Juegos Olímpicos de Múnich 1972, y su organización no debía superponerse con una campaña electoral, a una formación gubernamental o a un cambio de gobierno. En síntesis, esto le permitió al gobierno prácticamente colapsado de Brandt permanecer en el cargo hasta septiembre. El presidente Gustav Heinemann, sin embargo, decidió evitar el nuevo voto de confianza, disolver el Bundestag y convocar a elecciones anticipadas para noviembre.

## Sistema electoral
Las leyes electorales, fuera del hecho de que el Bundestag tiene un mandato de cuatro años y que toda persona mayor de edad (a partir de los 18) tiene derecho a votar y ser elegida (principios consagrados en la Ley Básica), están regulados por la Ley Electoral Federal. De los 518 escaños del Bundestag, 496 son elegidos por sufragio universal para un mandato de cuatro años reelegibles mediante un sistema mixto que combina representación proporcional por listas con escrutinio mayoritario uninominal. Aunque Berlín Oeste formalmente no formaba parte de Alemania Occidental, tenía 22 delegados sin derecho a voto designados de manera proporcional a la legislatura local de la ciudad, completando el total de 518 escaños parlamentarios.
De los 496 escaños electos, 248 escaños son elegidos mediante sistema uninominal, con el país dividido en 248 distritos que representaban un diputado cada uno. Los 248 restantes serían distribuidos proporcionalmente con base en los votos recibidos por la lista de cada partido a nivel nacional. Desde 1953, los alemanes deben emitir dos votos, uno para el candidato presentado por el partido de su elección en su distrito federal (Erststimme o Primer Voto), y otro para la lista del partido a nivel nacional (Zweitstimme o Segundo Voto). La práctica común es que los candidatos uninominales directos también se colocan en las listas electorales en las clasificaciones más altas como una alternativa si no ganan en sus distritos.
La cláusula del cinco por ciento establece que cada partido debe recibir, al menos, el 5% de los votos a nivel nacional para acceder a la representación parlamentaria, permitiendo que los partidos que no hayan recibido escaños uninominales, pero sí hayan obtenido más del 5%, puedan tener representación. Por primera vez, a los jóvenes de entre 18 y 20 años se les permitió votar en las elecciones del Bundestag, después de que la edad electoral de elegibles se redujera de 21 a 18 en julio de 1970. Además, la edad mínima para el derecho de voto se ha reducido de los 25 años a los 21. Además, fue la única elección general en la que la edad mínima para el derecho a ser elegido fue de 21 años. Al reducir la mayoría de edad de 21 a 18 años el 1 de enero de 1975, la edad requerida para el derecho a ser diputado del Bundestag se redujo a 18 años.

## Campaña

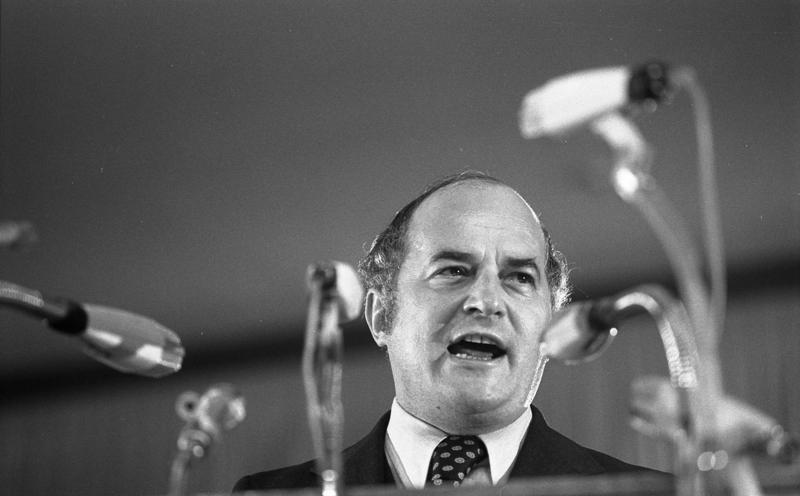
Rainer Barzel, candidato de la CDU, en un discurso de campaña.

La campaña electoral fue muy polarizada y activa, sobre todo debido a que la elección se consideraba un plebiscito con respecto a la permanencia de Brandt en el cargo.
Durante la campaña, muchos artistas populares de Alemania Occidental, intelectuales, escritores, actores y profesores apoyaron a Brandt y al SPD. Entre ellos se encontraban Günter Grass, Walter Jens, e incluso el futbolista Paul Breitner. La Ostpolitik de Brandt, así como sus políticas internas reformistas, fueron populares entre partes de la joven generación. La frase Willy-Wahl (Vota por Willy) se convertiría posteriormente en un término utilizado para referirse a la elección de 1972. La CDU/CSU atacó Brandt, calificándolo como un traidor de la democracia alemana; incluso llegaron a utilizar como arma política el hecho de que Brandt había participado en la resistencia contra la ocupación alemana de Noruega, durante la Segunda Guerra Mundial.
A pesar de todos estos ataques, el SPD y FDP sacaron provecho de la enorme popularidad personal del Canciller, que había recibido el Premio Nobel de la Paz en 1971. El lema de elección del SPD era "Willy Brandt debe seguir siendo Canciller" mientras que los grupos conservadores hablaban sobre una decisión entre la "Libertad" y el "Socialismo". El SPD se benifició de su amplia estructura y dominio local, que la CDU no tenía.

## Resultados
|  | 48.86 % |

|  | 45.85 % |

|  | 35.67 % |

|  | 35.21 % |

|  | 9.71 % |

|  | 9.65 % |

|  | 45.37 % |

|  | 44.86 % |

|  | 4.80 % |

|  | 8.36 % |

|  | 0.52 % |

|  | 0.55 % |

|  | 0.39 % |

|  | 0.30 % |

|  | 0.02 % |

|  | 0.06 % |

|  | 0.00 % |

|  | 0.01 % |

|  | 0.03 % |

|  | 98.79 % |

|  | 99.20 % |

|  | 1.21 % |

|  | 0.80 % |

|  | 100.00 % |

|  | 100.00 % |

|  | 91.11 % |